# Aconitum diqingense
Aconitum diqingense är en ranunkelväxtart som beskrevs av Q.E. Yang och Z.D. Fang. Aconitum diqingense ingår i släktet stormhattar, och familjen ranunkelväxter. Inga underarter finns listade i Catalogue of Life.